# یولیا فدوسووا
 یولیا فدوسووا (روسی: Youlia Fedossova؛ زادهٔ ۱ ژوئیهٔ ۱۹۸۸) یک تنیس‌باز اهل فرانسه است.